# تپه گرد ملا سلیمان
تپه گرد ملا سلیمان مربوط به کالکولتیک (مس‌سنگی) ـ عصر برنز III و I ـ هزاره اول (پیش از میلاد) - دوره اسلامی قرن ۶ تا ۸ ه.ق است و در شهرستان پیرانشهر، بخش مرکزی، دهستان لاهیجان شرقی، روستای دایه شیخ واقع شده است. این اثر در تاریخ ۳۰ دی ۱۳۸۵ با شمارهٔ ثبت ۱۶۸۷۲ به عنوان یکی از آثار ملی ایران به ثبت رسیده است.